# Bactrocera unimacula
Bactrocera unimacula är en tvåvingeart som beskrevs av Drew och Albany Hancock 1994. Bactrocera unimacula ingår i släktet Bactrocera och familjen borrflugor. Inga underarter finns listade.